# Festus Ezeli
Ifeanyi Festus Ezeli-Ndulue (* 21. Oktober 1989 in Benin City) ist ein ehemaliger nigerianischer Basketballspieler.

## Karriere
Ezeli wuchs in Nigeria auf, kam jedoch im Alter von 14 Jahren in die Vereinigten Staaten, wo er in Sacramento, Kalifornien lebte. Nach seinem High-School-Abschluss spielte Ezeli vier Jahre an der Vanderbilt University, wo er auch seinen Studienabschluss in Ökonomie machte. Beim NBA-Draft 2012 wurde Ezeli von den Golden State Warriors an 30. Stelle ausgewählt. Nach einem unauffälligen Rookiejahr, in dem er auch Einsätze in der Entwicklungsliga D-League bei den Santa Cruz Warriors bestritt, verletzte sich Ezeli im Sommer 2013 schwer am Knie, womit er die Saison 2013/14 komplett aussetzte. Er kehrte zur neuen Saison zurück und gewann mit den Warriors die NBA-Meisterschaft 2015. In der Saison 2015/16 bekam Ezeli vermehrt Spieleanteile und steigerte seinen Schnitt auf 7,0 Punkte, 5,6 Rebounds und 1,1 Blocks pro Spiel. Er absolvierte aufgrund von Verletzungen jedoch nur 46 von 82 Spielen. Mit den Warriors erreichte er wieder das NBA-Finale, jedoch unterlag man den Cleveland Cavaliers.
Im Sommer 2016 unterschrieb Ezeli, als sogenannter Restricted Free Agent einen Vertrag bei den Portland Trail Blazers. Die Warriors verzichteten auf die Rechte von Ezeli, womit dieser zu den Blazers wechseln konnte. Aufgrund von schweren Knieverletzungen absolvierte Ezeli jedoch nie ein Spiel für die Blazers und wurde am 30. Juni 2017 von den Blazers entlassen. Ezeli beendete aufgrund der schweren Knieverletzungen seine Profikarriere im Jahre 2017.